# Яоду
Яоду́ (спрощ.: 尧都区; піньїнь: Yáodū qū) — район міського підпорядкування міського округу Янцюань у китайській провінції Шаньсі. Назва району означає «столиця імператора Яо».

## Адміністративний поділ
Район поділяється на 9 вуличних комітетів, 10 селищ і 6 волостей.